# Paspalum distichum
Paspalum distichum — вид рослин родини тонконогові (Poaceae). лат. distichum — «у два ряди».

## Опис
Це багаторічна купинна трава, що поширюється за допомогою кореневищ і столонів. Росте сланкою або прямостояча на максимальну висоту близько 60 сантиметрів. Листя дещо грубе. Суцвіття зазвичай ділиться на дві гілки колосків до 6 см довжиною. Цвіте на початку літа.

## Поширення
Природжене поширення: Північна Америка: США; Мексика. Південна Америка: Куба; Домініка; Гренада; Гваделупа; о. Гаїті; Ямайка; Мартиніка; Пуерто-Рико; Сент-Люсія; Сент-Вінсент і Гренадини — Сент-Вінсент, Коста-Рика; Сальвадор; Гватемала; Гондурас; Нікарагуа; Французька Гвіана; Гаяна; Суринам; Венесуела; Бразилія; Болівія; Колумбія; Еквадор; Перу; Аргентина; Чилі; Парагвай; Уругвай. Натуралізований: Африка: Алжир; Єгипет; Лівія; Марокко; Туніс; Зімбабве; Лесото; Намібія; Південна Африка; Свазіленд; Маврикій. Азія: Саудівська Аравія; Кіпр; Єгипет — Синай; Іран; Ірак; Ізраїль; Ліван; Сирія; Туреччина; Китай; Японія — Кюсю, острови Рюкю, Сікоку; Тайвань; Бангладеш; Індія; Непал; Пакистан; Шрі Ланка; Індія — Андаманські і Нікобарські; Лаос; Таїланд; В'єтнам; Індонезія; Малайзія; Філіппіни. Австралазія: Австралія; Нова Зеландія. Кавказ: Азербайджан. Європа: Велика Британія; Україна — Крим; Албанія; Болгарія; Хорватія; Греція [вкл. Крит]; Італія [вкл. Сардинія, Сицилія]; Словенія; Франція [вкл. Корсика]; Португалія [вкл. Азорські острови, Мадейра]; Гібралтар; Іспанія [вкл. Балеарські острови, Канарські острови]. Тихоокеанський регіон: Мікронезія.
Населяє луки на берегах річок, канали і греблі.

## Галерея

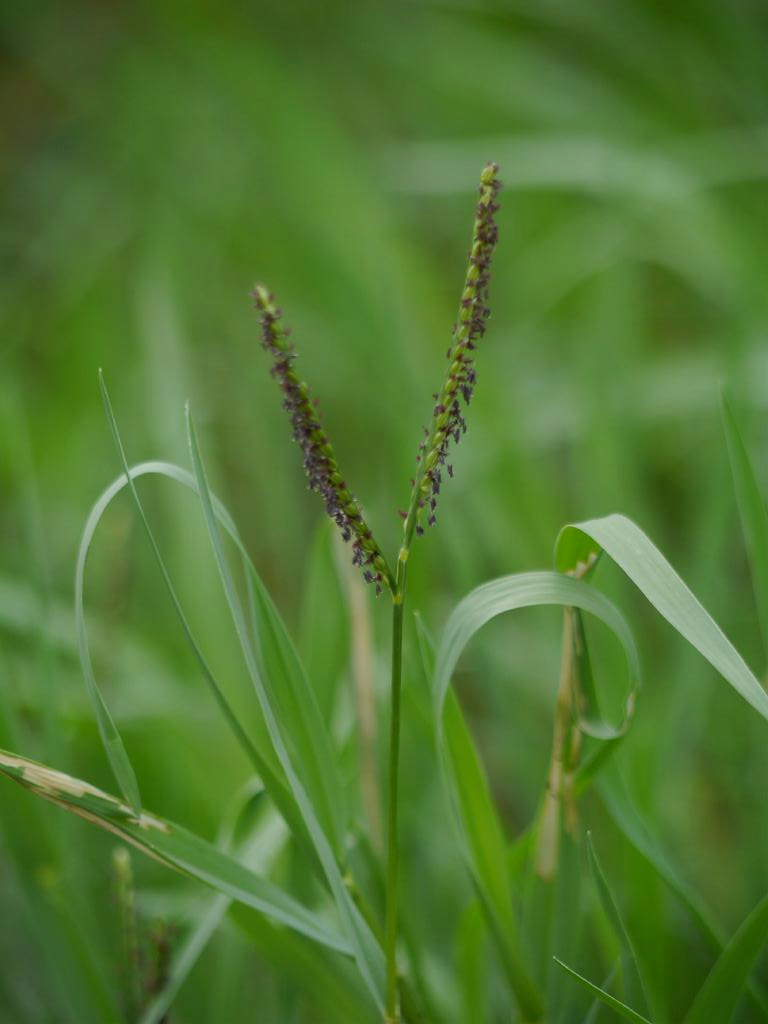
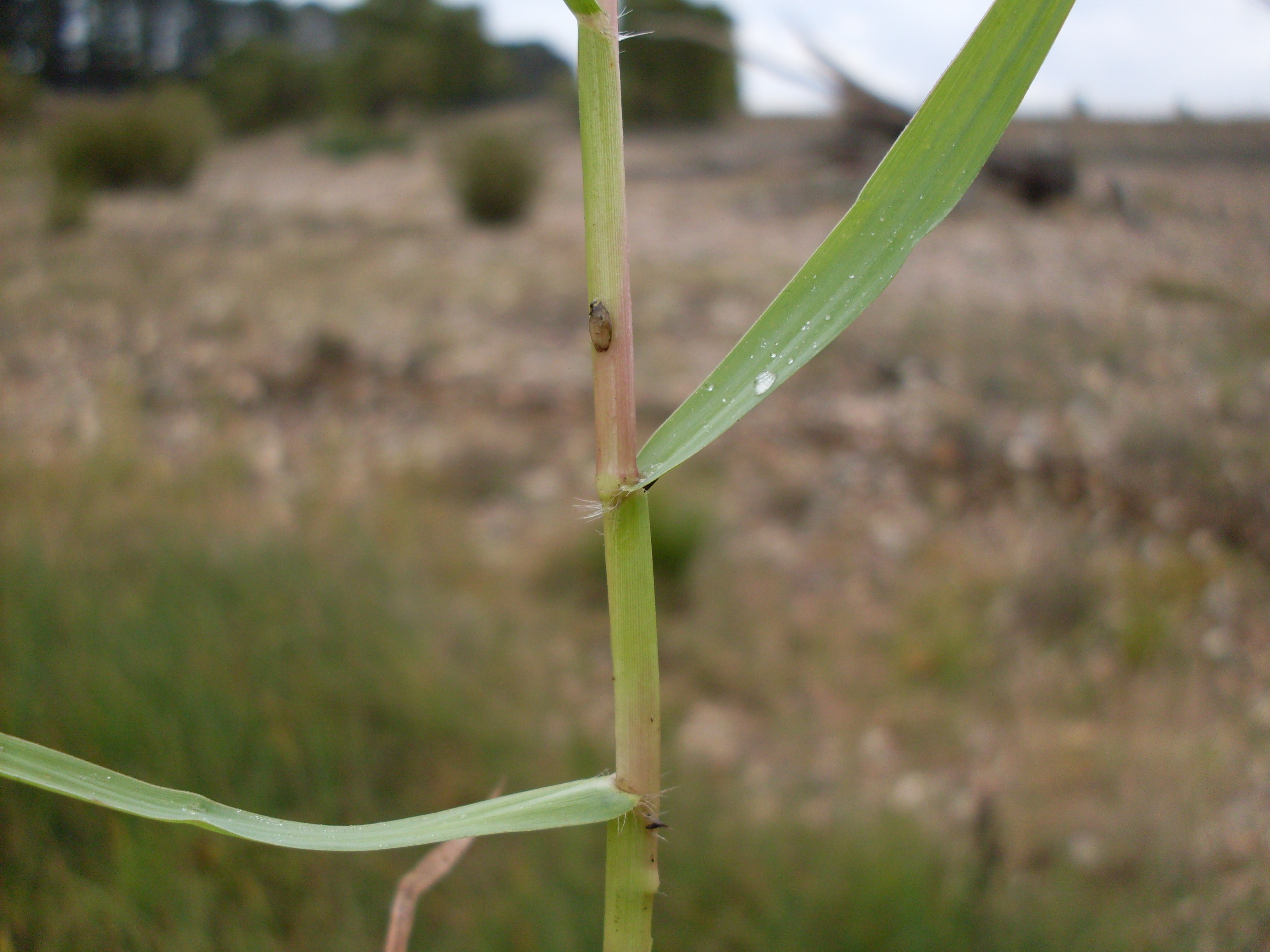
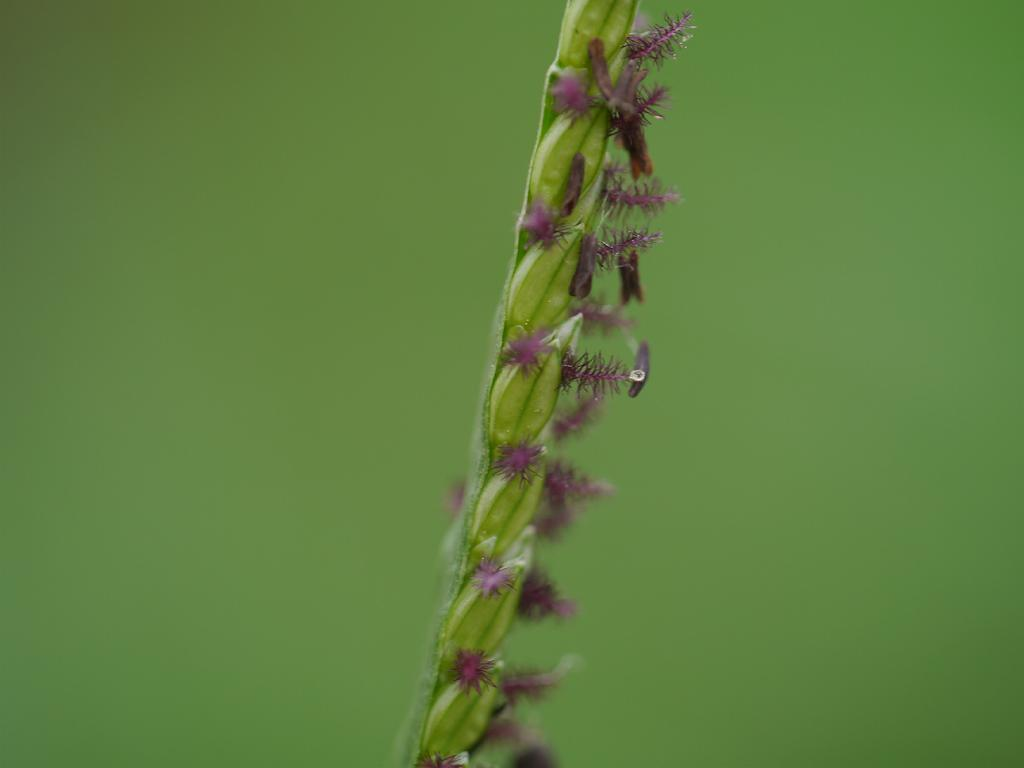
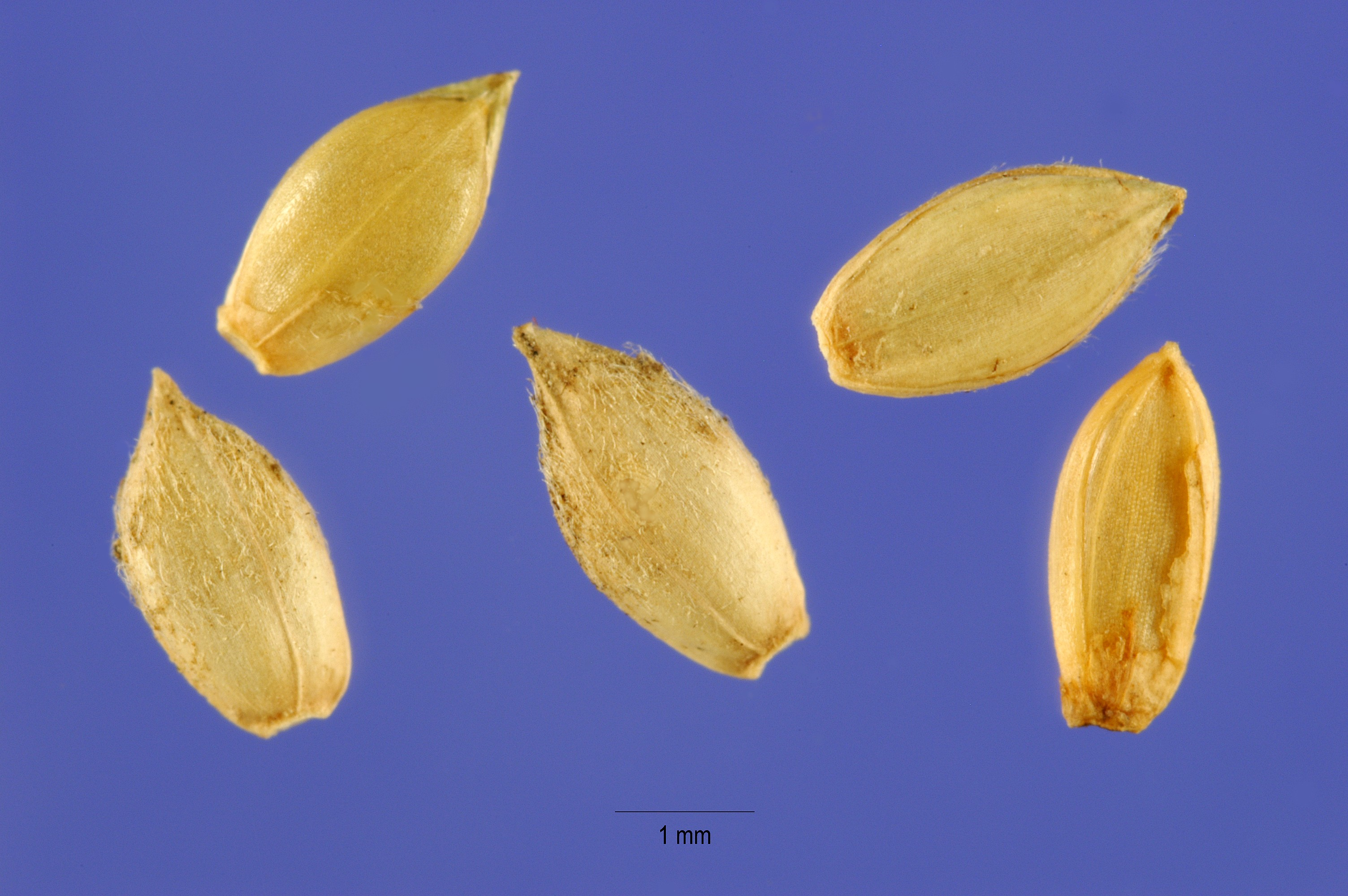